# Hoharivier
De Hoharivier (Hohajåkka / Hohajohka) is een (berg)beek die stroomt binnen de Zweedse gemeente Kiruna. De beek ontstaat op de hellingen van de berg Hohavárri van 742 meter hoog. Ze stroomt eerst naar het zuidoosten, daarna naar het zuiden. Ze gaat op in de Kuoujajåkka.
Afwatering: Hoharivier → Kuoujajåkka → Lainiorivier → Torne → Botnische Golf